# Prunuskokermot
De prunuskokermot (Coleophora prunifoliae) is een vlinder uit de familie kokermotten (Coleophoridae). De wetenschappelijke naam is voor het eerst geldig gepubliceerd in 1944 door Doets.
De soort komt voor in Europa.